# Église Saint-Martial de Chalais
L'église Saint-Martial de Chalais est un édifice religieux, situé à Chalais, en France.

## Généralités
L'église est située au centre du village, près du château de Chalais à Chalais, dans le département de la Charente, en région Nouvelle-Aquitaine, en France. Elle fait partie de la paroisse de Chalais, du diocèse d'Angoulême.

## Historique
L'église date du XIIe siècle et était vraisemblablement une église priorale dépendant de l'abbaye Saint-Martial de Limoges.
En 1569, l'église est ruinée par les Huguenots lors des guerres de Religion et, entre 1629 et 1631, un couvent de frères de l’ordre de Saint-Augustin s’y installe,.
L'église est remaniée au XVIIe siècle pour sa nef, et en 1869 pour la création d'une abside qui empiète sur le cloître adjacent.
La façade de l'église est classée au titre des monuments historiques par arrêté du 10 février 1902.

## Description
Adjacente au cloître de Chalais, vestige de l'ancien prieuré, l'église est à nef unique et l'intérieur est construit dans un style sobre. L'abside, élément parmi les plus récents, est un cul-de-four.

### La façade
Seul élément subsistant de l'église du XIIe siècle, la façade est large et témoigne de l'art roman saintongeais. Elle est constituée d'un portail central polylobé encadré par deux arcades aveugles présentant un tympan historié, très dégradé lors du pillage de 1569. Les sculptures de ces tympans représentent trois personnages assis (le Christ accompagné de deux apôtres) ainsi que les Saintes Femmes au tombeau,.

### Le plafond peint
Le plafond de la nef en lambris peint date du XVIIe siècle. Quatre médaillons représentant saint Pierre, saint Paul, saint Marc et saint Luc sont représentés en « Trompe-l'œil ». D'autres médaillons représentent un colombe, un ange, le blason des Talleyrand-Périgord, les seigneurs locaux et les armoiries du Vatican.

## Mobilier
L'orgue, placé dans une chapelle latérale, date du XXe siècle.

## Galerie

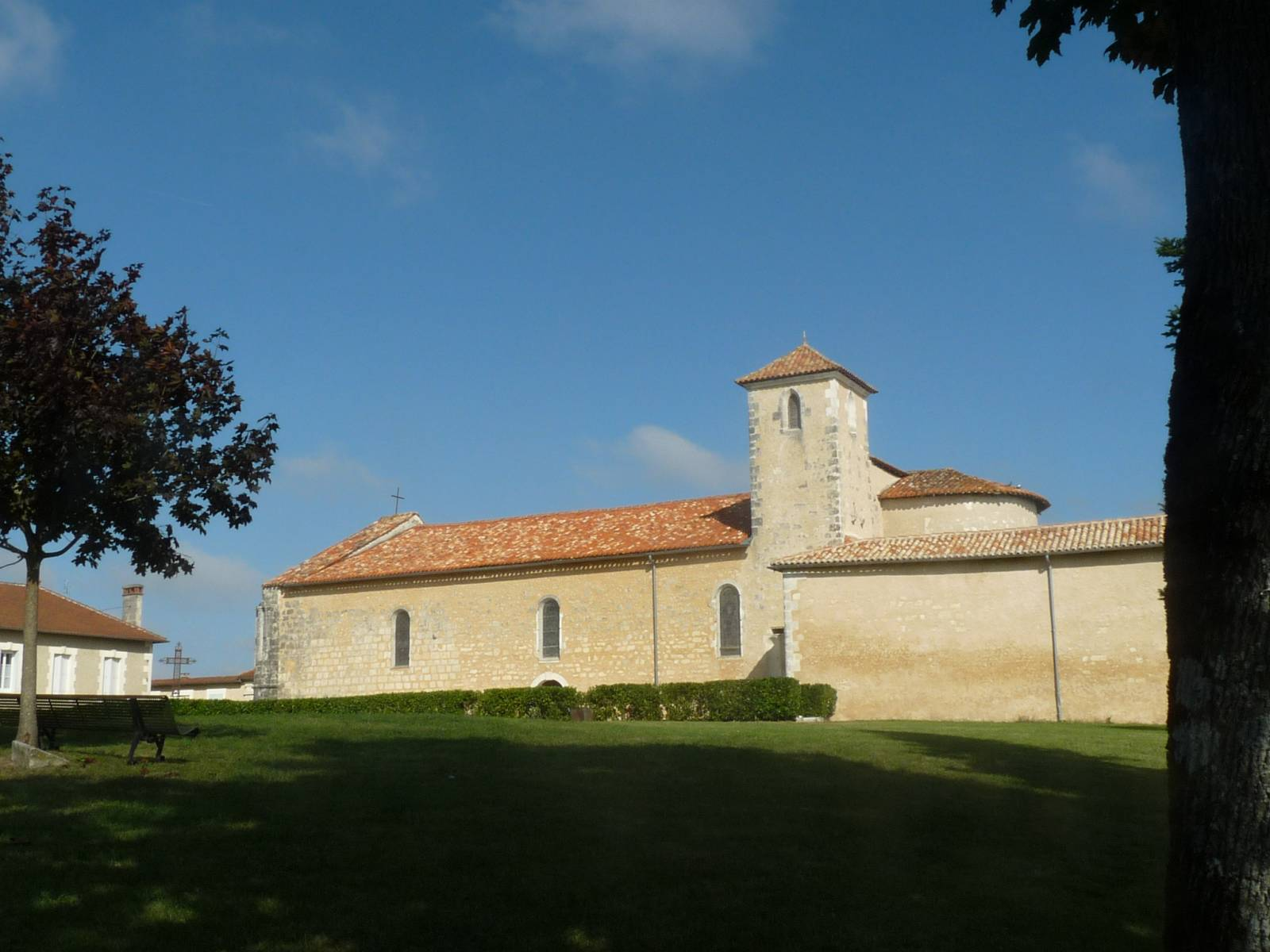
Vue générale.
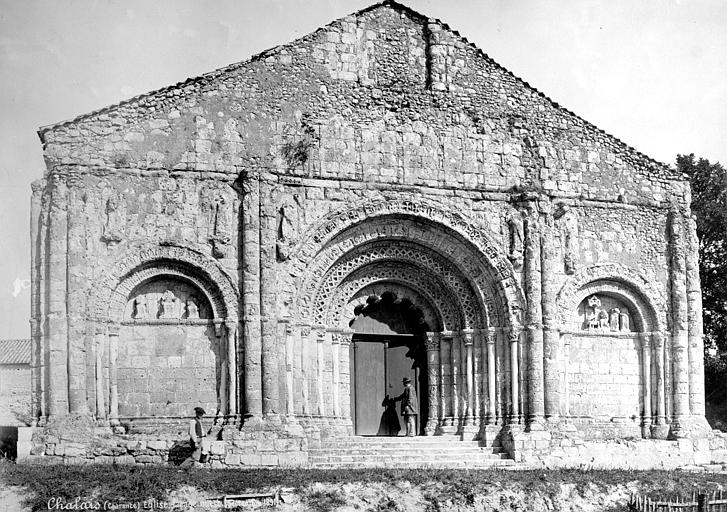
Façade en 1891.
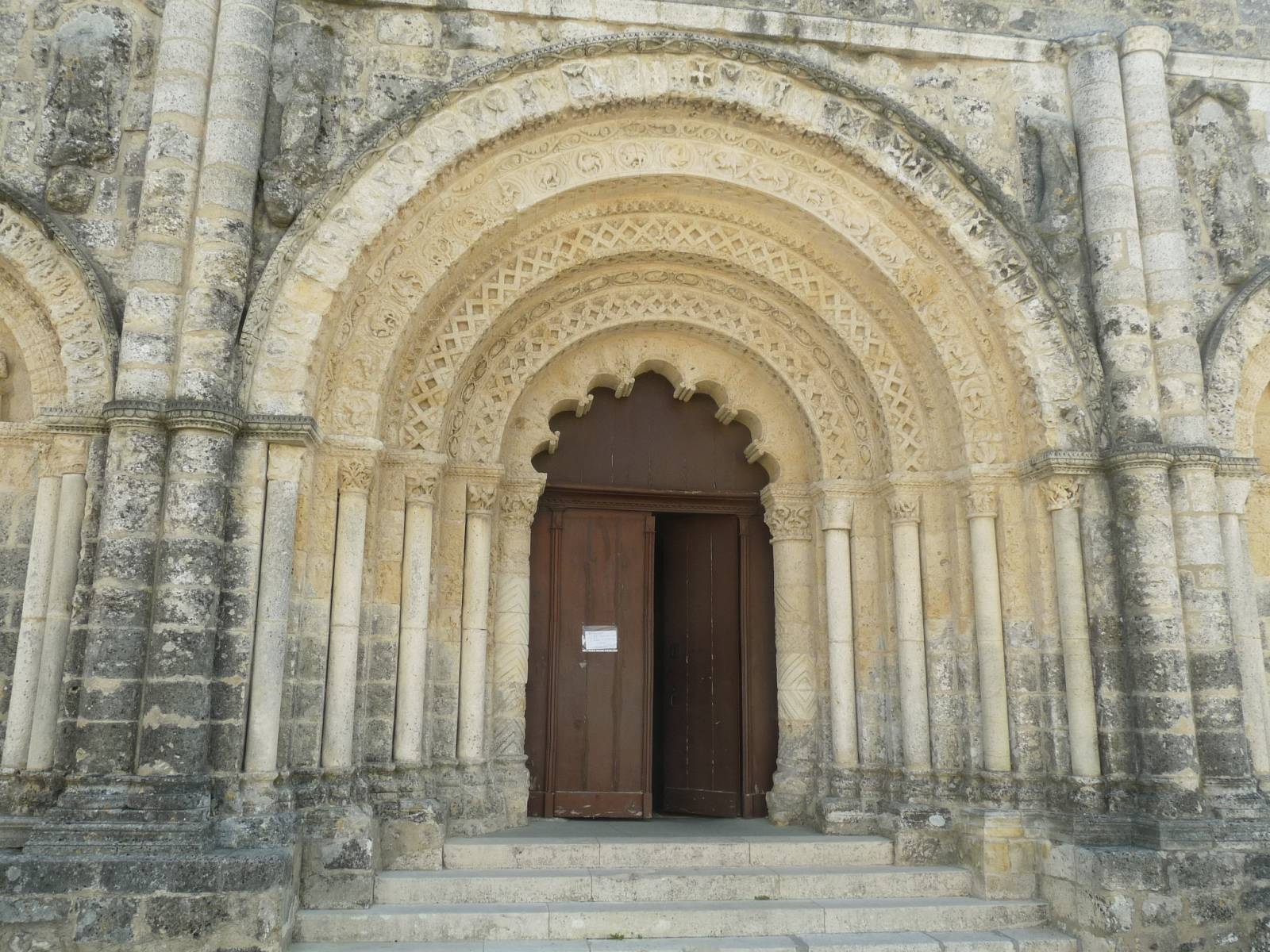
Portail.
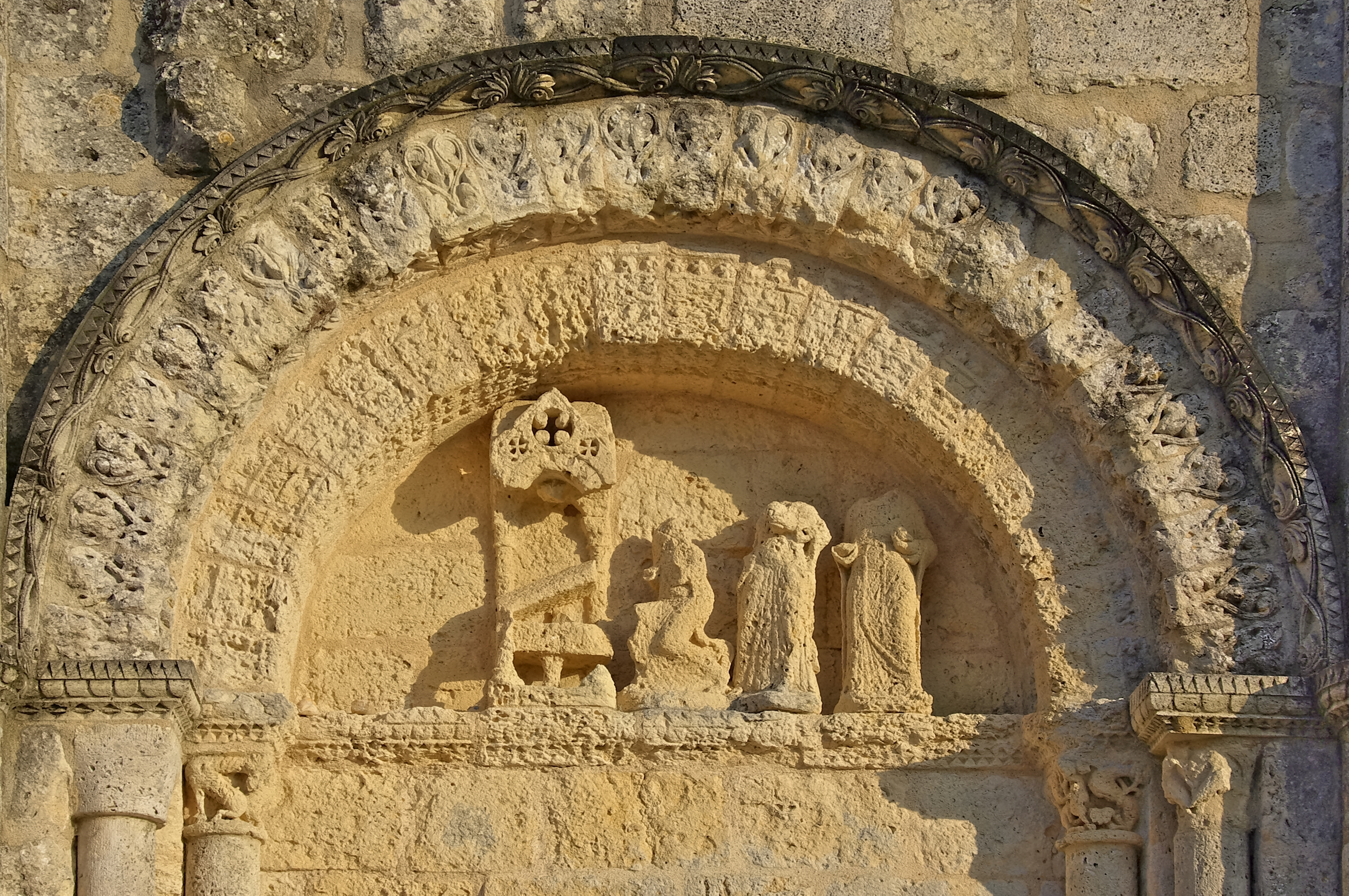
Détail d'un tympan.